# Con todos menos conmigo
«Con todos... menos conmigo» es una versión en español de la canción interpretada y compuesta por la banda alemana Vitale llamada Komm doch nochmal (1985). El primer cover en español de Con todos... menos conmigo es del exmiembro de Mocedades Iñaki Uranga en 1986, sin embargo fue un fracaso. Un año después fue interpretada por Timbiriche en México donde la cantaron los varones del grupo: Diego Schoening, Erik Rubín y Eduardo Capetillo. Existe una versión en inglés de 1985 titulado End of Forever interpretado por Phyllis Rhodes. En 1989, esta misma canción fue interpretada por la banda argentina Tru-la-lá. 
Tiene una situación similar a la canción Si no es ahora que es una modificación de All I Need Is A Miracle de Mike + The Mechanics.

## Logros
Es el quinto sencillo del álbum Timbiriche VII, lanzado en marzo de 1987, la cual fue una canción considerada de buena calidad. 
El sencillo Con todos menos conmigo fue el más grande éxito del álbum, apareciendo en el número 37 de la lista de Las 100 Grandiosas Canciones de los 80's en Español, conteo realizado por la cadena de videos VH1 en diciembre de 2007.
En español la canción trata acerca de una chica que aparentemente quiere prender celos ante su expareja, "te la armas bien con todos menos conmigo" y dónde se muestra un nivel más juvenil para la banda.

## Video
Al principio del video se muestra a Erik, Diego y Eduardo caminar por las calles mientras las chicas caminan, luego comienzan a cantar en una fiesta, al final terminan dando una pequeña presentación.

## Posicionamiento
| Listas                              | Posición |
| ----------------------------------- | -------- |
| Argentina Top 40                    | 1        |
| Perú Top 100                        | 1        |
| Colombia Top 100                    | 1        |
| Latinoamérica Top 100               | 1        |
| Ecuador Top 50                      | 1        |
| Iberoamérica Top 100                | 1        |
| Venezuela Top 40                    | 1        |
| México Top 100                      | 1        |
| España Hot 100                      | 1        |
| EE. UU. Billboard Latin Pop Airplay | 1        |

## Trascurso de la grabación
- Las canciones más reconocidas de la banda son interpretadas por los varones
- En el video tipo concierto, es uno de los últimos conciertos en los que aparece la cantante Mariana .

- Datos: Q5780752